# Bender: Zoloto imprerii
Bender: Zoloto imprerii (russisk: Бендер: Золото империи) er en russisk spillefilm fra 2021 af Igor Zajtsev.

## Medvirkende
- Sergej Bezrukov som Ibrahim
- Aram Vardevanjan som Osip "Osja" Zadunaiskij
- Nikita Kologrivyj som Misjka Japontjik
- Julija Makarova som Sofi Sokolovitj
- Vera Brezhneva